# Луций Семпроний Атратин (консул)
Луций Семпроний Атратин (лат. Lucius Sempronius Atratinus) — древнеримский политический деятель, консул 444 года до н. э., цензор 443 года до н. э.
Возможно, сын Авла Семпрония Атратина, консула 497 и 491 годов до н. э.
Был избран консулом вместе с Луцием Папирием Мугилланом после того, как первые военные трибуны с консульской властью досрочно сложили полномочия. В его консулат не было внешних войн и внутренних волнений, был возобновлён договор с Ардеей. По словам Тита Ливия, во многих анналах и списках должностных лиц Атратин и Мугиллан не упомянуты, но Гай Лициний Макр сообщает, что их имена значатся в договоре с ардеатами и полотняных книгах храма Юноны Монеты.
В 443 году до н. э. Луций Семпроний и его экс-коллега стали первыми цензорами. По мнению Ливия, их избрали, чтобы компенсировать ущербность их консульства, и потому, что более знатные патриции отказались занять эту должность, не казавшуюся престижной.
Предположительно сыном Луция Семпрония был Авл Семпроний Атратин, военный трибун с консульской властью в 425, 420 и 416 годах до н. э.